# Porithea intorta
Porithea intorta là một loài bọ cánh cứng trong họ Cerambycidae.